# عتبة بن عبد الله
عُتَبة بن عبد الله بن صخر الخزرجي الأنصاري صحابي جليل من قبيلة الخزرج من الأنصار شهد مع النبي محمد ﷺ غزوة بدر وغزوة أحد.